# Canal de Coevorden à Piccardie
Le Canal de Coevorden a Piccardie est un canal qui s'étend entre Georgsdorf et Coevorden. Sa longueur est de 26,5 km, dont 24,3 km en Allemagne (Basse-Saxe) et 2,2 km aux Pays-Bas (Drenthe).

## Géographie
Le canal commence à Georgsdorf, où il part du Canal du Sud au Nord. De là, il suit une direction globalement nord-ouest à travers le Comté de Bentheim, en direction des Pays-Bas. Il croise la Vechte, puis passe à Emlichheim, où un petit port était aménagé. Après avoir franchi la frontière néerlandaise, il croise le Schoonebeker Diep, puis rejoint le Canal Stieltjes à l'est de Coevorden.

## Histoire
Le canal fait partie du réseau des canaux de la rive gauche de l'Ems, lequel a été construit entre 1870 et 1904. Le Canal de Coevorden a Piccardie a été creusé au début du XXe siècle. En plus de la navigation professionnelle jusqu'à 200 t, il servait à l'évacuation des eaux de cette partie des marais.
À la suite d'une baisse de l'activité fluviale sur le canal, il a été fermé à la navigation en 1965. Depuis, les écluses sont hors service et quelques ponts bas ont été construits, rendant ainsi impossible l'utilisation du canal pour la navigation.

## Source
- (de) Cet article est partiellement ou en totalité issu de l’article de Wikipédia en allemand intitulé « Coevorden-Piccardie-Kanal » (voir la liste des auteurs).